# Bordentown
Bordentown é uma cidade localizada no estado americano de Nova Jérsei, no Condado de Burlington.

## Demografia
Segundo o censo americano de 2000, a sua população era de 3969 habitantes.
Em 2006, foi estimada uma população de 3953, um decréscimo de 16 (-0.4%).

## Geografia
De acordo com o United States Census Bureau tem uma área de
2,5 km², dos quais 2,4 km² cobertos por terra e 0,1 km² cobertos por água.

## Localidades na vizinhança
O diagrama seguinte representa as localidades num raio de 12 km ao redor de Bordentown.